# Brahestads församling
Brahestads församling (finska: Raahen seurakunta) är en evangelisk-luthersk församling verksam i Brahestad och Siikajoki i det finländska landskapet Norra Österbotten. Församlingen tillhör Uleåborgs stift och Limingo prosteri inom Evangelisk-lutherska kyrkan i Finland.

## Historia
Brahestads församling grundades samtidigt med Brahestads stad år 1649. År 1690 slogs församlingen samman med Salois, där Salois församling fungerade som en kapellförsamling. År 1901 blev Salois församling återigen självständig, och år 1973 bildade Brahestads församling och Salois församling en kyrklig samfällighet.
År 1909 beslöt man att Pattijoki församling skulle skiljas från Brahestads församling. Även Vihanti församling avskiljdes från Brahestads församling år 1896, efter att ha varit en kapellförsamling under Brahestad från och med 1751.

## Präster

### Kyrkoherdar
- 1652–1661: Claudius Henrici Alholm
- 1662–1664: Caspar Caspari Forbus
- 1670: Johan Caspari Forbus
- 1674–1691: Magnus Gabrielis Westzynthias
- 1922–1934: Olavi Heliövaara
- 1935–1953: Antti Orkamaa
- 1954–1977: Eero Permi
- 1977–1999: Kalevi Silvola
- 1999–2007: Veikko Määttä
- 2007–2018: Tuomo Matala
- 2018– Harri Joensuu

## Kyrkor
- Brahestads kyrka
- Paavola kyrka
- Pattijoki kyrka
- Revolax kyrka
- Salois kyrka
- Siikajoki kyrka
- Vihanti kyrka